# Adinandra excelsa
Adinandra excelsa är en tvåhjärtbladig växtart som beskrevs av Pieter Willem Korthals. Adinandra excelsa ingår i släktet Adinandra och familjen Pentaphylacaceae. Inga underarter finns listade i Catalogue of Life.